# Just a Fool
«Just a Fool» —en español: «Solo un tonto»— es una canción interpretada por la cantante estadounidense Christina Aguilera junto al cantante de country Blake Shelton, incluida en el quinto álbum de Aguilera, Lotus. Inicialmente la canción era una canción promocional para los Estados Unidos, pero tras el impacto de la canción, la RCA Records decidió tomarlo como primer sencillo promocional del álbum Lotus alrededor del mundo. La canción fue producida por Steve Robson, quien también la escribió junto a Claude Kelly y Wayne Héctor. Está influenciada por el género country-pop.
Recibió reseñas positivas de los críticos de música, entre ellos destacaron que es una balada de country preciosa, la potente voz de Aguilera, entre otros comentarios positivos. También elogiaron a la colaboración con Blake Shelton, argumentando que Aguilera escogió al socio perfecto para la canción. El diario neoyorquino New York Times lo describió como un "dueto sorprendentemente cálido". Mientras que la revista Billboard argumentó que Aguilera es una cantante con "C" mayúscula.
La compañía discográfica de la cantante, RCA Records y Aguilera anunciaron a «Just a Fool» como sencillo promocional de Lotus el 27 de febrero de 2013 en la cuenta oficial de Facebook de Aguilera. Sin embargo se había confirmado que sería lanzado el 18 de febrero a las radios estadounidenses.
El tema no contó con un vídeo musical, pero se ubicó en el número 71 de la lista Billboard Hot 100 y 37 en Canadian Hot 100. La canción también debutó en el número 40 en el Adult Pop Songs en la semana del 29 de diciembre de 2012, y alcanzó el número 29 en la misma lista. Semanas después alcanzó el número 27 en Adult Contemporary para la misma revista, amabas listas de los Estados Unidos. Hasta el 12 de julio del 2013, vendió más de 500 000 copias en los Estados Unidos.
En una entrevista a Christina y demás coaches de The Voice para Access Hollywood se confirmó la actuación de «Just a Fool» con Blake Shelton en diciembre de 2012. Pero sorpresivamente día después de la presentación de Aguilera en los American Music Awards 2012, Blake Shelton confirmó la presentación ese mismo lunes en el programa de canto The Voice donde ambos sirven como jueces, y así fue, ambos interpretaron «Just a Fool» en dicho programa. Otro día, se presentó en el programa de The Ellen Show para interpretar nuevamente dicha canción con Blake Shelton.

## Antecedentes
Después de su cuarto álbum de estudio Bionic (2010), Aguilera se divorció de su esposo Jordan Bratman, protagonizó su primer largometraje titulado Burlesque y grabó la banda sonora de la misma, se convirtió en entrenador en The Voice y colaboró con Maroon 5 en la canción «Moves like Jagger» (2011) que pasó cuatro semanas en el número 1 en los Estados Unidos de la lista Billboard Hot 100 y vendió 5,9 millones de copias, según Nielsen SoundScan. Después de estos hechos, anunció planes para grabar un nuevo álbum, declarando que la calidad es más importante que la cantidad y que ella quería encontrar "personales" canciones. La canción de «Just a Fool» fue descubierta a la luz cuando se lanzó hasta entonces el álbum Lotus. Es lo más cerca que ha llegado Christina con la música Country, siendo la primera vez que interpreta una canción en este género musical. La canción fue producida por Steve Robson, quien también la escribió junto a Claude Kelly y Wayne Héctor. Fue anunciado como sencillo oficial de Lotus el 27 de febrero de 2013 en la cuenta oficial de Facebook de Aguilera.
A principio la canción iba a ser incluida en el álbum de la cantante Pink, pero finalmente la cantante la rechazo. Después paso ser para el cantante Adam Lambert pero sucedió lo mismo y la rechazo porque no concordaba con la temática de su álbum. Finalmente pasó a formar parte del álbum Lotus de Aguilera.

## Composición
La canción fue producida por Steve Robson, quien también la escribió junto a Claude Kelly, Wayne Héctor. La canción está influenciada por género country-pop. La canción cuenta con la colaboración vocal de Blake Shelton que además de trabajar juntos en pantalla chica como jueces de The Voice Aguilera y Shelton trabajaron juntos en esta balada. En una entrevista Aguilera expresó:

"Él es como mi hermano mayor", dijo sobre Shelton, "y yo soy la más cercana a él de los demás chicos". Él es genial, Es tan divertido y realista tiene mucho.. de corazón". "Solíamos tener un asiento junto a la otra, se burla mucho, hacemos chistes, nos burlamos de los otros chicos ... No es más que un buen rato, él es un chico de pueblo bueno. Tenemos una canción llamada 'Just A 'Fool y es mi primer acercamiento a tratar de un pequeño país ".
Christina Aguilera.

## Recepción

### Crítica

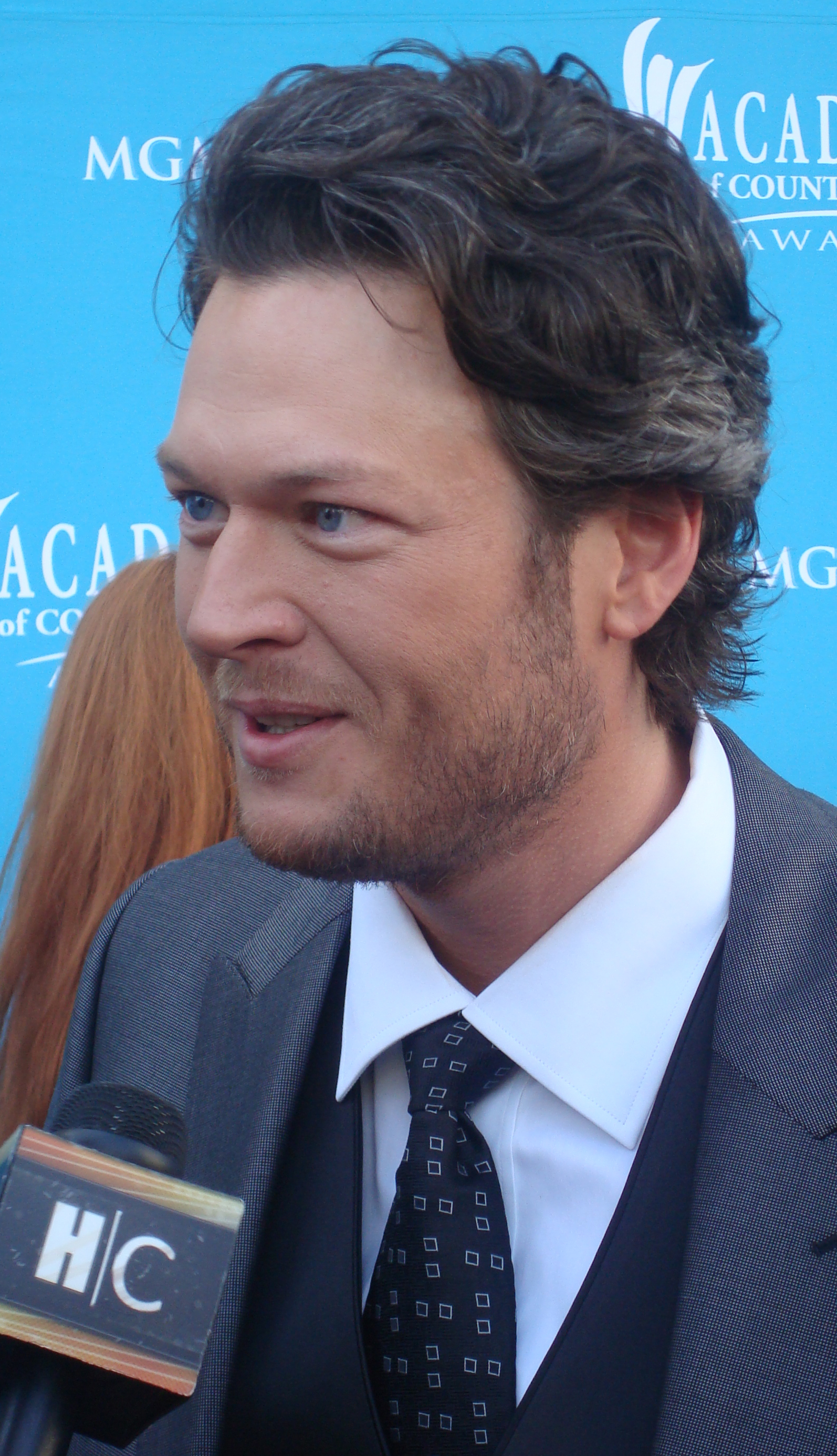
Blake Shelton, quien presto su voz para la colaboración de esta canción.

«Just a Fool», recibió críticas positivas de los críticos de música. En una revisión de la pista por pista, Robert Copsey de Digital Spy escribió que la canción "se ve obligada en el papel, pero, afortunadamente, no es tan malo en realidad. Al igual que la mayoría de las canciones de country, está lleno de melancolía e incluye un coro cantar songy. La verdad sea dicha, sospechamos que hay una buena razón por qué esto se ha guardado para el back-end del álbum ". Chris Younie de 4Music elogió la canción, escribiendo que" Es maduro, sofisticado y diferente a todo lo que hemos escuchar en el álbum. Si quieres variedad, lo tienes ". Andrew Hammp de Billboard también fue positiva, escribiendo que" el gigante de Aguilera, puñalada sangriento en country soul con Blake Shelton suena, haciendo sonar las bocinas y todo el whisky fuera de la barra con un coro épico que sólo aumenta de volumen a medida que la canción avanza. En caso de que usted se olvidó de que Aguilera era un cantante con una C mayúscula, esta canción es un recordatorio útil de esto último ". En una revisión muy positiva, Glenn Gamboa, de Newsday escribió que Aguilera y Shelton "vaciar sus corazones rotos en una canción cantada magníficamente ruptura que debe estar al lado de «Beautiful» como su firma carrera". Mike Wass idólatra de la comparación Cee Lo Green y Blake Shelton colaboraciones, escrito que "Just a Fool es una balada country preciosa. Es una especie de shock que este último es mucho mejor". Jon Caramanica de New York Times lo describió como un "dueto sorprendentemente cálido", mientras que Molly Lambert de Grantland llamó "un monstruo-balada".
Sarah Godofredo de The Washington Post calificó como "una pieza sencilla country-pop clavada en la final del álbum,", mientras que Stephen Thomas Erlewine de Allmusic lo llamó "un lento, más bluesy". Christina Garibaldi de MTV News escribió que "Shelton lleva sus voces suaves y bengalas país a la balada desgarradora, que combina muy bien con el sonido en pleno auge de Aguilera mientras cantan sobre el dolor de una ruptura". Melinda Newman de HitFix analizó que "Aguilera suena como ex colaborador Linda Perry en los "yeah, yeah, yeah 'porciones y que canta más, pero Shelton se levanta a la ocasión y se reproduce el socio perfecto. Podría ser un golpe en el género country en su futuro?", preguntó ella. Michael Galluci de Crush Pop elogió "escofina gutural Aguilera", escribiendo que "suena muy bien". Jim Farber de New York Daily News fue mezclado, escribiendo que "Canta con determinación medida mientras ella casi le ahoga. Ciertamente es un enfoque poderoso, pero a costa de comunicar alma genuina ". Sal Cinquemani de Slant Magazine fue negativo, llamándolo" un fuera de lugar country-pop dúo con Blake Shelton, que se siente como un hotel barato en efectivo ".

### Comercial
«Just a Fool», a pesar de que la canción todavía no ha sido lanzada como sencillo, ni cuenta con vídeo musical, ni una gira promocional ha logrado el ingreso al top 10 de iTunes, en varios países, esto solo en la semana de lanzamiento del álbum. La canción debutó en el número 92 en los Estados Unidos en la lista Billboard Hot 100, y alcanzó el número 71 de dicha lista convirtiéndose en el segundo sencillo al entrar en Billboard Hot 100 con un compañero de The Voice (la primera fue con Adam Levine de Maroon 5 con el éxito de «Moves like Jagger»). La canción también debutó en el número 40 en el Adult Pop Songs en la semana del 29 de diciembre de 2012, y alcanzó el número 29 en la misma lista. Semanas después alcanzó el número 27 en Adult Contemporary para la misma revista. En Canadá logró el número 37 en Canadian Hot 100. Ha vendido más de 802.000 copias en los Estados Unidos.

## Interpretaciones en directo

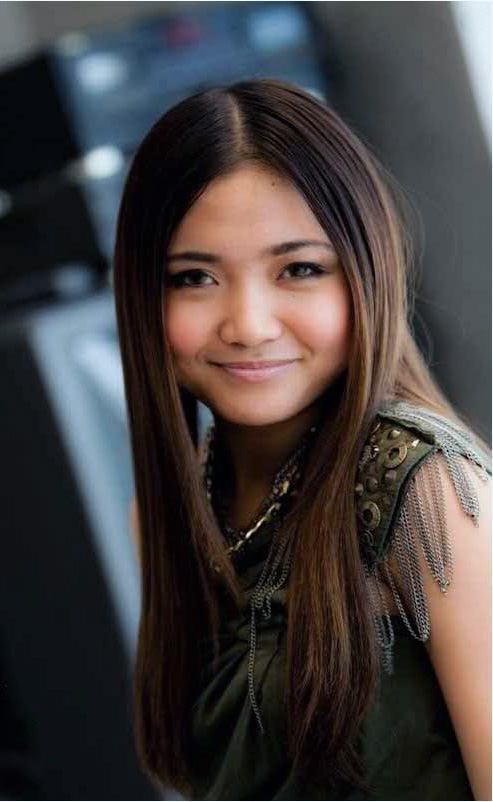
La cantante filipina Charice Pempengco interpretó la canción en el show de Kris TV.

En una entrevista a Christina y demás coaches de The Voice para Access Hollywood se confirmó la actuación de «Just a Fool» con Blake Shelton en diciembre de 2012, pero sorpresivamente día después de la presentación de Aguilera en los American Music Awards 2012, Blake Shelton confirmó la presentación ese mismo lunes en el programa de canto The Voice donde ambos sirven como jueces, y así fue, ambos interpretaron «Just a Fool» en dicho programa.
Posteriormente Aguilera fue a una Entrevista en el "The Ellen DeGeneres Show" para promocionar el sencillo y su álbum Lotus al terminar la entrevista se le unió el cantante country Blake Shelton e hicieron una fabulosa presentación desde el punto de vista vocal, como es costumbre en Christina Aguilera

### Versiones de otros cantantes
- En marzo de 2013, en el concurso de canto American Idol en la temporada 12, el participante Paul Jolley interpretó la canción en solitario.[30][31]
- El 7 de mayo de 2013, la cantante filipina Charice Pempengco también hizo una versión de la canción en el programa de televisión Kris con su novia Alyssa Quijano.[32]
- El 15 de octubre en la quinta temporada del programa de canto The Voice de la versión de los Estados Unidos -donde Aguilera y Shelton funden como juez- se interpretó la canción en la sección "ronda de batallas" por los participantes Ashley DuBose y Justin Blake del equipo del vocalista del grupo Maroon 5 Adam Levine donde la primera participante mencionada fue la ganadora de dicha sección mientras el segundo abandonó el programa de canto.[33]

### Certificaciones
Certificaciones obtenidas por «Just a Fool», por sus ventas legales
| País           | Organismo certificador | Certificación | Ventas<US />certificadas | Simbolización | Ref.   |
| -------------- | ---------------------- | ------------- | ------------------------ | ------------- | ------ |
| Estados Unidos | RIAA                   | Disco Platino | 802 000                  |               | [ 34 ] |

## Formatos
Digitales
| Descarga |               |          |  |
| N.º      | Título        | Duración |  |
| 1.       | «Just a Fool» | 3:06     |  |

## Listas
| América        |                    |    |
| Canadá         | Canadian Hot 100   | 37 |
| Estados Unidos | Billboard Hot 100  | 71 |
| Estados Unidos | Digital Songs      | 25 |
| Estados Unidos | Adult Pop Songs    | 29 |
| Estados Unidos | Adult Contemporary | 23 |
| Europa         |                    |    |
| Islandia       | Tonlist            | 4  |
| Eslovaquia     | IFPI               | 45 |

## Créditos y personal
Grabación
- Grabado en el Music Sky Northen.
- Voces grabadas en: The Red Lips Room, Beverly Hills, CA (voz de Christina), Sonido Luminoso, Dallas, TX (voz de Blake).

Personal
- Escritores - Steve Robson, Claude Kelly, Wayne Héctor
- Producción - Steve Robson
- Teclado y Programación - Steve Robson
- Organizar - Steve Robson, Pete Whitfield
- Guitarras - Lucas Potashnick, Steve Robson
- Violines - Pete Whitfield, Sarah Brandwood-Spencer, Alex Stemp, Julieann Cole
- Chelos - Simon Turner, Ruth Owens
- Grabación - Sam Miller
- Vocal de grabación - Óscar Ramírez
- Vocal producción - Christina Aguilera, Claude Kelly

Créditos adaptación de las notas son tomadas desde Lotus, RCA Records.